# Casa Maldini Tornini
La Casa Maldini Tornini es un inmueble con categoría patrimonial de monumento histórico, que se ubica en la comuna de Copiapó, en la Región de Atacama, Chile.
Su construcción data aproximadamente del año 1915 y perteneció al comerciante italiano Ambrosio Tornini.  Se ubica en calle O'Higgins 140 entre las calles Rancagua y Talcahuano en Copiapó.

## Historia
Ambrosio Tornini llegó desde Italia y se radicó en la ciudad de Copiapó a fines del siglo XIX. Adquirió la Hacienda Amolanas y, paralelamente, instaló en el mismo lugar un almacén donde comerciaba abarrotes, frutas y verduras producidas en su hacienda más algunos productos importados. Hacia en 1915, Tornini mandó a construir una residencia familiar. Algunos años más tarde, al casarse su hija Elvira con Luis Maldini Guggiana, don Ambrosio traspasó la casa al matrimonio Maldini Tornini, quienes la habitaron hasta el año 1971. Producto de esa unión la casa recibió el nombre Maldini Tornini, como se conoce hasta el día de hoy.

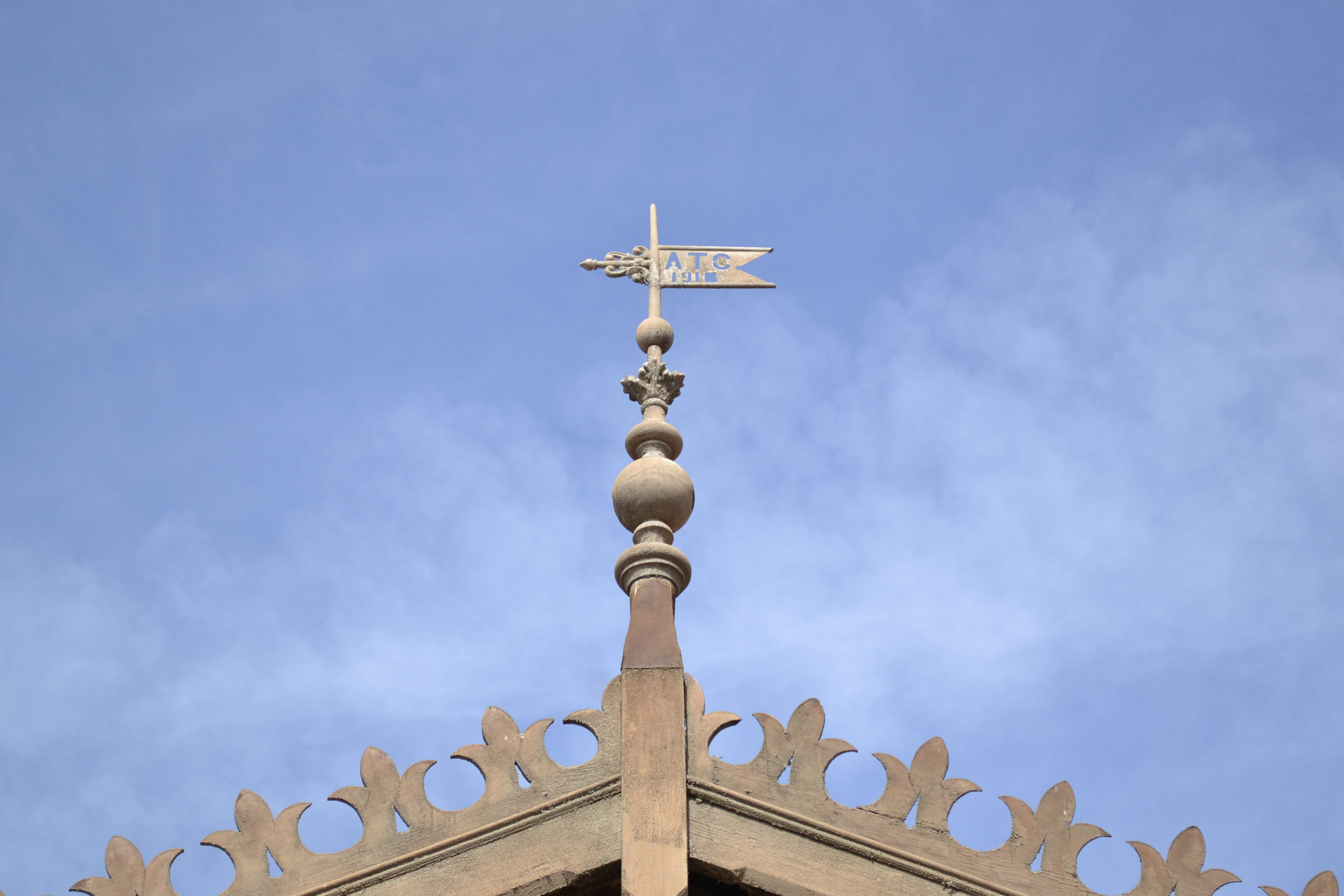
Detalle de la veleta de la casa

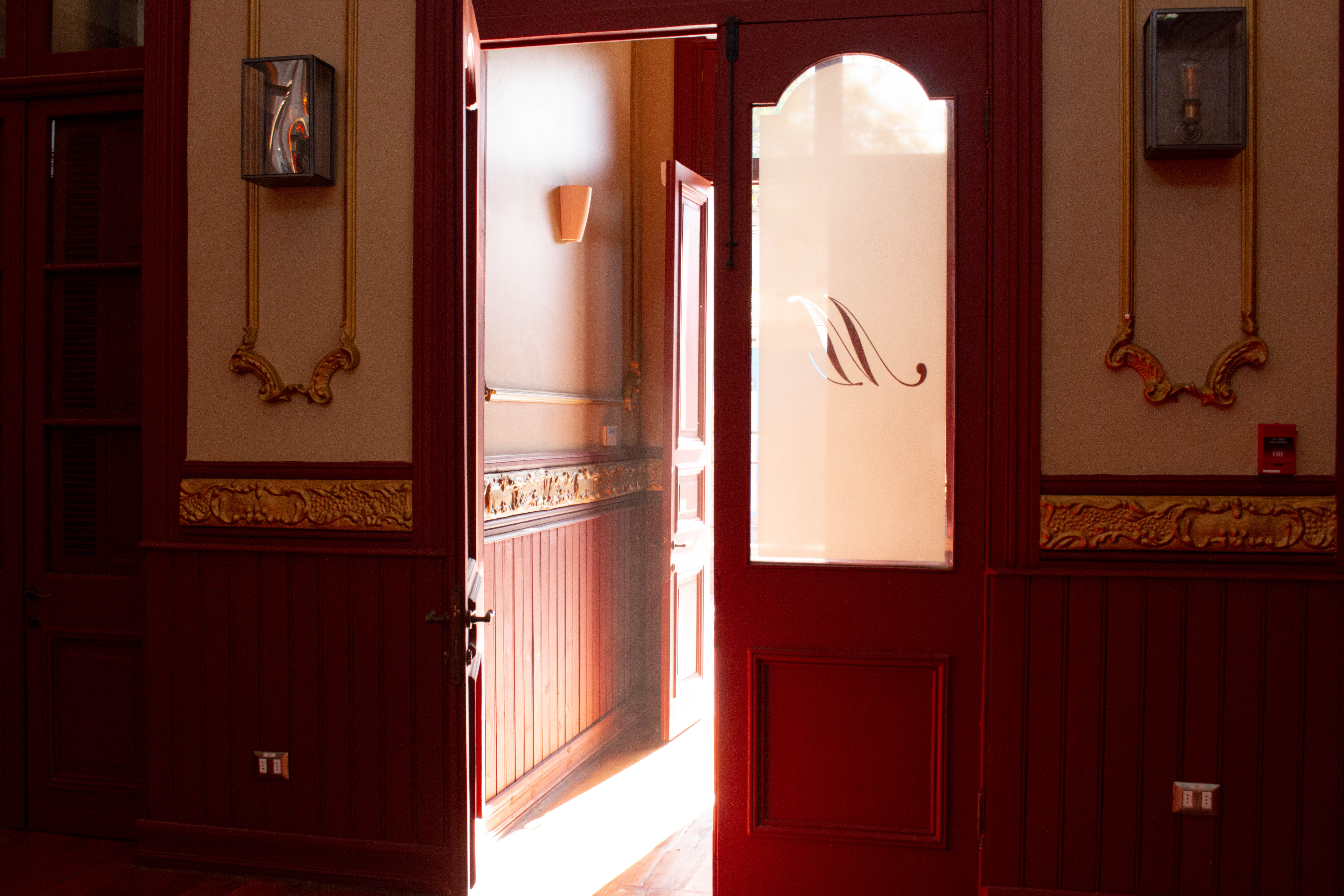
Vista de la entrada desde el interior

La residencia fue adquirida por la Universidad de Chile con la finalidad de habilitar la Secretaría de Extensión de su sede La Serena, y luego la Escuela de Cultura y Difusión Artística. En 1987, posterior al proceso que dividió la universidad estatal en varias sedes regionales, la Universidad de Atacama adquirió el inmueble con fines educativos y culturales. En 2004 la casa Maldini Tornini fue desocupada, para regular su estado de conservación como monumento histórico.

## Características de construcción
El valor arquitectónico de la casa Maldini Tornini radica en ser una construcción de un piso de planta compacta y rectangular, que se organiza en torno a un espacio central que corresponde al salón principal con doble altura, la cual es otorgada por el cuerpo del lucernario, que permite el acceso de luz a través de sus vitrales de colores.
Este elemento realza a nivel de techumbre el acceso a la casa y conduce el recorrido hacia el patio trasero, cuya salida está rematada por un bow window sobre una terraza descubierta al mismo nivel de la casa y que, a su vez, da acceso al patio a través de una escalera. La fachada es claramente simétrica y está compuesta por dos cuerpos laterales sobresalientes y un corredor central a modo de marquesina, con pilares y barandas de madera. A nivel de terminaciones destacan las maderas de la estructura a la vista, las molduras de madera y metal petrificadas, los pináculos y el trabajo de forja. Sobresale también el diseño de su ornamentación floral de inspiración art nouveau.
La estructura predominante de esta casa es conocida como quincha y barro, y habla de la reutilización de los materiales traídos por los barcos mercantes de la época, tales como: pino oregón, roble americano, caña de guayaquil, y otros materiales locales como barro y paja.
La casa Maldini Tornini fue declarada como monumento nacional en la categoría de monumento histórico por el Consejo de Monumentos Nacionales el 28 de agosto de 2008, por el decreto N.º 2656.

## Restauración
La restauración de este monumento histórico formó parte del programa Puesta en Valor del Patrimonio de la Subsecretaría de Desarrollo Regional y Administrativo (SUBDERE) creado durante el primer gobierno del Presidente Sebastián Piñera. Este programa busca proteger y poner en valor los bienes patrimoniales, declarados monumentos nacionales o en proceso de serlo, de modo que generen beneficios socioeconómicos que contribuyan a un desarrollo sustentable de las regiones. Es una obra que ha costado aproximadamente 1.600 millones de pesos y que ha estado a cargo del arquitecto Doménico Albasini. Las obras fueron afectadas por un aluvión el año 2015, lo que paralizó su avance. Las obras fueron terminadas en noviembre del 2019, entregándose a la Universidad de Atacama quien estará a cargo de su administración y conservación como Centro de Extensión Cultural de dicha universidad. El contexto social y político que vive Chile desde octubre de 2019 y los efectos de la pandemia y la crisis sanitaria de 2020 y 2021 han postergado su inauguración.

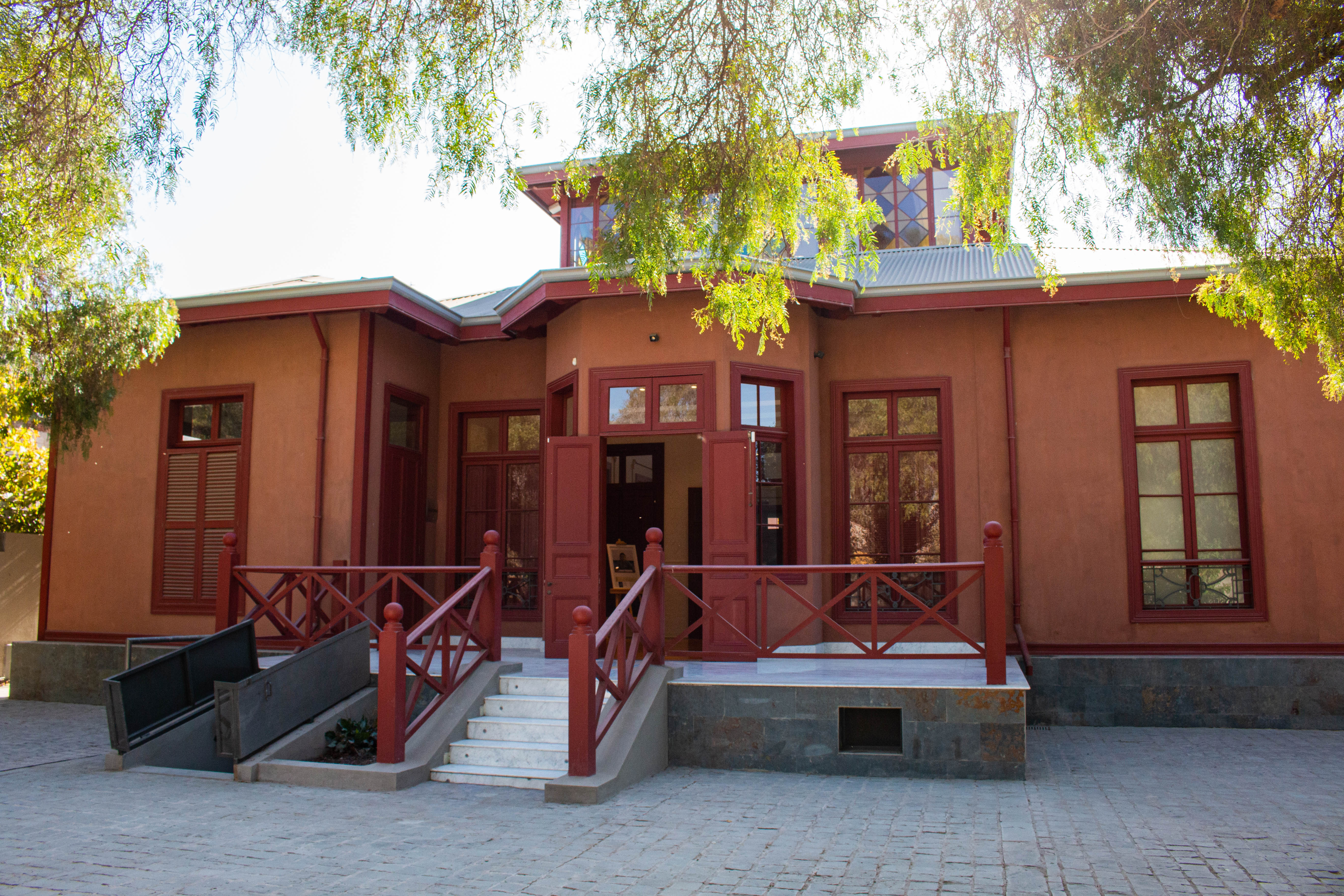
Vista trasera, después de la restauración